# Ботый
Ботый́ — упразднённый посёлок в Кяхтинском районе Бурятии. Входил в городское поселение «Город Кяхта». Исключен из учётных данных в 2010 году.

## География
Располагался в паде Верхний Ботый, у федеральной автодороги А340 Улан-Удэ — Кяхта,  в 7 км к западу от центральной части города Кяхты.

## Население
| 2002 |
| ---- |
| 63   |